# Versum-díj
A Versum-díj egy magyar irodalmi díj, amit a Versum külföldi költészettel és műfordítással foglalkozó online világirodalmi folyóirat alapított 2015-ben, amivel az oldalon megjelent legjobb versfordítást jutalmazzák.

## A díj története
A 2015-ben átadott díj az elismerő oklevél mellett egy eredeti kép Szüts Miklós festőművész felajánlásából. A 2015-ös zsűri tagjai Deres Kornélia, Nádasdy Ádám, Rácz Péter, Szüts Miklós és a Versum szerkesztőségének részéről Szabó Marcell voltak. Az első díjazott Fenyvesi Orsolya volt, aki Anne Sexton Öreg törpeszív című versének fordításával érdemelte ki az elismerést.
A második Versum-díjat három év kihagyás után 2019 májusában adták át. A 2019-es Versum-díj egy eredeti Tarr Hajnalka-kép. A 2019-es zsűri tagjai Fenyvesi Orsolya, Mesterházi Mónika, Szijj Ferenc és Tarr Hajnalka, valamint a szerkesztőség részéről Mohácsi Balázs. A zsűri az előző díj átadásától, a 2015 decemberétől 2019 januárjáig tartó bő hároméves időszakban megjelent fordítások közül választotta ki legelőször az öt legjobbnak ítélt szöveget. A második díjazott Bajtai András volt, aki Robert Bly Őszi nyugtalanság című versének fordításával érdemelte ki az elismerést.

## 2015

### A jelöltek[1]
- Christine Lavant: Te, a tébolyultak védőszentje – Farkas Péter fordítása
- John Glenday: Undark – Bajtai András fordítása
- Rainer Maria Rilke: A teremben – Halasi Zoltán fordítása
- Anne Sexton: Öreg törpeszív – Fenyvesi Orsolya fordítása
- Petr Borkovec: Szonogram – Vörös István fordítása

### A díjazott[2]
- Anne Sexton: Öreg törpeszív – Fenyvesi Orsolya fordítása

## 2019

### A jelöltek[3]
- Robert Bly: Őszi nyugtalanság – Bajtai András fordítása
- Raymond Carver: Az első házunk Sacramentóban – Berta Ádám fordítása
- Teona Galgoţiu: dawnting – Győrfi Kata fordítása
- Mark Strand: Hogy mire gondolj – Závada Péter fordítása
- Szerhij Zsadan: Lukoil – Vonnák Diána fordítása

### A díjazott[4][5]
- Robert Bly: Őszi nyugtalanság – Bajtai András fordítása